# Elizium
Elizium – trzeci album Fields Of The Nephilim. Został wydany w 1990 roku i jest uznawany za szczytowe osiągnięcie zespołu. Płyta jest ostatnim oficjalnym studyjnym projektem FOTN przed długą przerwą, trwającą aż do roku 2005.
W utworze At the gates of silent memory wykorzystano fragment zapisu głosu Aleistera Crowleya.
Zawartość:
1. (Dead but dreaming - intro) (1:28)
2. For her light (3:01)
3. At the gates of silent memory  (8:24)
4. (Paradise regained) (2:29)
5. Submission (8:28)
6. Sumerland (what dreams may come) (11:09)
7. Wail of Sumer (6:24)
8. And there will be your heart also (7:37)